# Bayan, Kuwait
Bayan (arabiska: بَيَان) är en stadsdel i Kuwaits huvudstad Kuwait,  i den centrala delen av landet. Den utgör ett distrikt (mintaqa) i provinsen Hawalli. Bayan ligger 20 meter över havet och antalet invånare var 30 635 år 2012.